# Referendum costituzionale in Italia del 2006
Il referendum costituzionale in Italia del 2006 si tenne il 25 e 26 giugno.
Secondo referendum confermativo nella storia repubblicana, esso aveva ad oggetto la riforma, varata nella XIV legislatura su iniziativa del centro-destra, diretta a modificare sotto più profili la seconda parte della Costituzione italiana, segnatamente:
- Parlamento (Camere e formazione delle leggi);
- Presidente della Repubblica;
- Governo (Consiglio dei ministri e Pubblica amministrazione);
- Magistratura (composizione del Consiglio superiore della magistratura);
- Comuni, province, città metropolitane, regioni e stato;
- Garanzie costituzionali (composizione e ruolo della Corte costituzionale);
- Revisione della Costituzione (ruolo del Parlamento).

La legge di revisione costituzionale, approvata a maggioranza assoluta dei membri del Parlamento, per quanto previsto dall'art. 138 della Costituzione, aveva aperto la possibilità alla richiesta di conferma da parte di uno dei tre soggetti previsti dall'articolo. Tale richiesta è pervenuta da più di un quinto dei membri di una Camera, da più di cinquecentomila elettori e da più di cinque Consigli regionali.
Il referendum vide la prevalenza dei no con il 61,29%, a fronte di un'affluenza alle urne pari al 52,46%.

## Provvedimenti previsti nel progetto di revisione costituzionale
- Riduzione del numero di deputati (da 630 a 518) e senatori (da 315 a 252), con decorrenza dopo le due legislature successive. I senatori sarebbero stati eletti contestualmente all'elezione dei consigli regionali; i senatori a vita sarebbero diventati "deputati a vita"; sarebbe diminuita l'età minima per essere eletti alla Camera (da 25 a 21 anni) e al Senato (da 40 a 25 anni). La riduzione sarebbe stata in vigore dalla XVI legislatura e quindi non necessariamente nel 2016 come spesso riportato, ma certamente non sarebbe stata immediata.
- Fine del bicameralismo perfetto, con suddivisione del potere legislativo tra Camera dei deputati e Senato Federale. La Camera sarebbe stata l'esclusiva titolare del rapporto di fiducia col Governo e avrebbe discusso, in linea di principio, le leggi di competenza statale (bilancio, energia, opere pubbliche, valori fondamentali, trattati internazionali, ecc.) e il Senato le leggi di competenza concorrente; secondo i sostenitori del SÌ, ciò avrebbe comportato maggiore velocità e incisività nell'approvazione delle leggi, perché in assenza della riforma l'approvazione delle leggi avrebbe continuato a richiedere il consenso sul medesimo testo sia alla Camera che Senato; secondo i sostenitori del NO, la ripartizione di competenze non sarebbe stata chiara e avrebbe provocato numerosi conflitti di competenza dinanzi alla Corte costituzionale tra Camera e Senato. Taluni sostenitori del SÌ hanno ribattuto che la parte della riforma relativa all'iter legislativo si sarebbe applicata solo a partire dalla prima legislatura successiva all'entrata in vigore della legge costituzionale (quindi, salvo elezioni anticipate, nel 2011) e nel frattempo eventuali lacune avrebbero potuto essere risolte dal Parlamento. Per i critici, inoltre, l'approvazione delle leggi da parte di una sola Camera avrebbe portato ad una minore ponderazione nell'elaborazione dei testi legislativi.
- Il Presidente della Repubblica sarebbe divenuto garante della Costituzione e dell'unità federale della Repubblica. Avrebbe nominato i presidenti delle autorità indipendenti, sentiti i presidenti delle Camere e fino ad un massimo di 3 deputati a vita. Avrebbe nominato Primo Ministro chi risultasse candidato a tale carica dalla maggioranza uscita dalle elezioni, senza più la libertà di scelta contemplata dall'art. 92 della Costituzione; avrebbe potuto sciogliere la Camera dei deputati solo su richiesta del Primo Ministro, in caso di morte, impedimento permanente o dimissioni dello stesso, se la Camera dei deputati avesse approvato una mozione di sfiducia al Primo Ministro senza che la maggioranza risultante dalle elezioni ne avesse espresso uno nuovo oppure se il voto di sfiducia fosse stato respinto con il voto determinante di deputati non appartenenti alla maggioranza espressa dalle elezioni. L'età minima per essere eletto alla carica di Presidente sarebbe scesa da 50 a 40 anni.
- Aumento dei poteri del Primo Ministro, con il cosiddetto "Premierato"; questi avrebbe potuto nominare e revocare i ministri, dirigere la politica degli stessi non più coordinando l'attività dei ministri ma determinandola; avrebbe potuto sciogliere direttamente la Camera (potere solitamente affidato al Presidente della Repubblica, non esercitabile però incondizionatamente, poiché egli può indire elezioni anticipate - secondo la migliore prassi - solamente ove riscontri l'impossibilità di una qualsiasi maggioranza); secondo i sostenitori del NO, ciò avrebbe aumentato eccessivamente i poteri del Primo Ministro, consentendogli di controllare la Camera, mentre storicamente è stato accettato il concetto secondo il quale dovrebbe essere lui a rendere conto al Parlamento. Inoltre la facoltà di revoca dei ministri, sempre secondo i sostenitori del NO, sarebbe stata puramente teorica in un sistema bipolare multipartitico, in cui l'estromissione di un ministro avrebbe come effetto la fine del sostegno del suo partito alla maggioranza; secondo i sostenitori del SÌ, la riforma avrebbe reso più incisiva l'azione di governo, dotando di effettivi poteri il premier.
- Clausola contro i cambi parlamentari di maggioranza e obbligo di nuove consultazioni popolari in caso di caduta del governo, salvo la sfiducia costruttiva con indicazione di un nuovo Premier e senza cambi di maggioranza; la Camera avrebbe potuto quindi sfiduciare il Primo Ministro, ma, a meno che la stessa maggioranza espressa dalle elezioni ne indichi un altro nel termine di venti giorni, la Camera sarebbe stata automaticamente sciolta con la necessità di andare a nuove elezioni. La Camera sarebbe stata sciolta anche se la mozione di sfiducia fosse stata respinta con il voto determinante di deputati non appartenenti alla maggioranza espressa dalle elezioni (norma cosiddetta Antiribaltone). Secondo i sostenitori del SI, ciò avrebbe reso più stabile il governo ed impedito che il Primo Ministro salvi una maggioranza instabile includendovi nuovi partiti e modificando le preferenze espresse dagli elettori; secondo i sostenitori del NO, ciò avrebbe reso molto più difficile, se non impossibile, la sfiducia al Primo Ministro.
- Autonomia di Roma: Roma è la capitale della Repubblica e dispone di forme e condizioni particolari di autonomia, anche normativa, nelle materie di competenza regionale, nei limiti e con le modalità stabiliti dallo statuto della Regione Lazio (art. 114 terzo comma). Roma quindi avrebbe avuto forme di autonomia anche normative, nei limiti stabiliti dalla Regione Lazio.
- Alcune materie di legislazione concorrente tra Stato e Regioni (come la sicurezza del lavoro, le norme generali sulla tutela della salute, le grandi reti strategiche di trasporto, l'ordinamento della comunicazione, l'ordinamento delle professioni intellettuali, l'ordinamento sportivo nazionale e la produzione strategica dell'energia) - che, a seguito della riforma del 2001, erano regolate con leggi di principio statali e leggi di dettaglio regionali - sarebbero tornate di esclusiva competenza della legislazione statale. Secondo i sostenitori del SÌ, ciò avrebbe corretto talune storture della riforma del titolo V approvata dal centrosinistra nel 2001 che per alcune materie aveva già prodotto molti ricorsi alla corte costituzionale e per molte altre ne avrebbe causato a venire: a titolo di esempio, se l'ordinamento sportivo fosse rimasto competenza regionale, si sarebbe rischiata, per il futuro, l'illegittimità costituzionale dei campionati nazionali di calcio; secondo i sostenitori del NO, la Corte costituzionale aveva già interpretato il testo del titolo V in modo conforme alle esigenze prospettate da questa parte della revisione, rendendola non necessaria.
- Devoluzione alle regioni della potestà legislativa esclusiva in alcune materie come organizzazione scolastica, polizia amministrativa regionale e locale, assistenza e organizzazione sanitaria (le norme generali sulla tutela della salute tornano di competenza esclusiva dello Stato); secondo i sostenitori del SÌ al referendum, questo avrebbe portato a maggiore responsabilizzazione delle autonomie regionali, allocando contemporaneamente poteri decisori e poteri di spesa alle Regioni, riducendo le spese sanitarie che altrimenti avrebbero toccato punte elevate, comportando un aumento dell'addizionale Irpef in diverse Regioni; secondo i sostenitori del NO, la devoluzione avrebbe comportato un aumento del fabbisogno economico superiore ai possibili trasferimenti di risorse dallo Stato e, quindi, l'introduzione di nuove imposte nelle regioni meno "virtuose".
- Costituzionalizzazione, unificazione e revisione del sistema delle conferenze (a partire dalla conferenza Stato-Regioni), all'articolo 118.
- Clausola di supremazia: lo Stato avrebbe potuto sostituirsi alle Regioni in caso di mancata emanazione di norme essenziali; secondo i sostenitori del NO, questo potere è ricompreso in quello attuale di sostituzione del governo nazionale alle regioni a tutela dell'unità giuridica ed economica della Repubblica e dei diritti fondamentali.
- Clausola di Interesse nazionale, espunta dalla riforma del 2001. Nel caso il governo avesse ravvisato in una legge regionale elementi in contrasto con l'interesse nazionale, entro quindici giorni dalla promulgazione avrebbe invitato la regione ad eliminare le disposizioni pregiudizievoli. Qualora entro i successivi quindici giorni il Consiglio regionale non rimuovesse la causa del pregiudizio, il Governo, entro ulteriori quindici giorni, avrebbe sottoposto la questione al Parlamento in seduta comune che, entro il termine di quindici giorni, con deliberazione adottata a maggioranza assoluta dei propri componenti, avrebbe potuto annullare la legge o sue disposizioni. Secondo i sostenitori del NO, questa clausola era stata già recuperata in via interpretativa dalla Corte Costituzionale; secondo i sostenitori del SÌ l'esplicita previsione dell'interesse nazionale e soprattutto la previsione di un apposito meccanismo, a tutt'oggi mancante, avrebbe favorito il migliore perseguimento dello stesso.
- La Corte Costituzionale avrebbe visto aumentare i giudici di nomina parlamentare da 5 a 7, mentre sarebbero diminuiti i giudici nominati dal Capo dello Stato ed eletti dalla Cassazione, dal Consiglio di Stato e dalla Corte dei Conti. Secondo i sostenitori del NO, ciò avrebbe ridotto di molto l'indipendenza della Corte. Secondo i sostenitori del SÌ la previsione di 4 giudici nominati dal Senato federale espressione delle Regioni avrebbe equilibrato i poteri in seno alla Corte.

## Quesito
Il testo del quesito referendario recita:

## Posizioni dei partiti

### Sì
- Forza Italia
- Alleanza Nazionale
- Lega Nord
- Unione dei Democratici Cristiani e di Centro

### No
- Democratici di Sinistra
- Democrazia è Libertà - La Margherita
- Partito della Rifondazione Comunista
- Partito dei Comunisti Italiani
- Federazione dei Verdi
- Italia dei Valori
- Popolari UDEUR

## Risultati
| No             | 15 783 269 | 61,29 |  |  |  |  |  |  |
| Sì             | 9 970 513  | 38,71 |  |  |  |  |  |  |
| Totale         | 25 753 782 | 100   |  |  |  |  |  |  |
|                |            |       |  |  |  |  |  |  |
| Schede bianche | 101 429    | 0,39  |  |  |  |  |  |  |
| Schede nulle   | 255 714    | 0,98  |  |  |  |  |  |  |
| Votanti        | 26 110 925 | 52,46 |  |  |  |  |  |  |
| Elettori       | 49 772 506 |       |  |  |  |  |  |  |

### Area Italia
| No             | 15 467 363 | 61,64 |  |  |  |  |  |  |
| Sì             | 9 625 414  | 38,36 |  |  |  |  |  |  |
| Totale         | 25 092 777 | 100   |  |  |  |  |  |  |
|                |            |       |  |  |  |  |  |  |
| Schede bianche | 85 626     | 0,34  |  |  |  |  |  |  |
| Schede nulle   | 193 389    | 0,76  |  |  |  |  |  |  |
| Votanti        | 25 371 792 | 53,84 |  |  |  |  |  |  |
| Elettori       | 47 120 776 |       |  |  |  |  |  |  |

### Area estero
| Sì             | 345 099   | 52,21 |  |  |  |  |  |  |
| No             | 315 906   | 47,79 |  |  |  |  |  |  |
| Totale         | 661 005   | 100   |  |  |  |  |  |  |
|                |           |       |  |  |  |  |  |  |
| Schede bianche | 15 803    | 2,14  |  |  |  |  |  |  |
| Schede nulle   | 62 325    | 8,43  |  |  |  |  |  |  |
| Votanti        | 739 133   | 27,87 |  |  |  |  |  |  |
| Elettori       | 2 651 730 |       |  |  |  |  |  |  |

### Risultati per regione e ripartizione
| Regione/ripartizione              | Sì   | No   |
| --------------------------------- | ---- | ---- |
| Piemonte                          | 43,4 | 56,6 |
| Valle d'Aosta                     | 35,7 | 64,3 |
| Lombardia                         | 54,6 | 45,4 |
| Trentino-Alto Adige               | 35,3 | 64,7 |
| Provincia autonoma di Bolzano     | 23,6 | 76,4 |
| Provincia autonoma di Trento      | 42,6 | 57,4 |
| Veneto                            | 55,3 | 44,7 |
| Friuli-Venezia Giulia             | 49,2 | 50,8 |
| Liguria                           | 37,0 | 63,0 |
| Emilia-Romagna                    | 33,5 | 66,5 |
| Toscana                           | 29,0 | 71,0 |
| Umbria                            | 31,3 | 68,7 |
| Marche                            | 33,9 | 66,1 |
| Lazio                             | 34,5 | 65,5 |
| Abruzzo                           | 33,3 | 66,7 |
| Molise                            | 28,3 | 71,7 |
| Campania                          | 24,6 | 75,4 |
| Puglia                            | 26,6 | 73,4 |
| Basilicata                        | 23,1 | 76,9 |
| Calabria                          | 17,5 | 82,5 |
| Sicilia                           | 30,1 | 69,9 |
| Sardegna                          | 27,7 | 72,3 |
| Totale Italia                     | 38,4 | 61,6 |
| Europa                            | 45,3 | 54,7 |
| America meridionale               | 62,9 | 37,1 |
| America settentrionale e centrale | 52,8 | 47,2 |
| Asia, Africa, Oceania e Antartide | 53,4 | 46,6 |
| Totale estero                     | 52,1 | 47,9 |